# 디아르트로그나투스
디아르트로그나투스(Diarthrognathus)는 트라이아스기 후기부터 쥐라기 초기까지 지금의 남아공에서 살았던 키노돈트이며, 1958년 고생물학자 크롬프톤(A.W. Crompton)에 의해 처음 기술되었다. 디아르트로그나투스는 작은 육식성 키노돈트였는데, 길이가 50cm인 트리낙소돈보다 약간 작았다.